# ابن شدقم
اِبْنِ شَدْقَم، از شاعران و مورخان و فقیهان عرب تبار مدینه است.

## سرگذشت
ابوالمکارم بدرالدین، حسن بن علی بن حسن بن علی ابن شدقم حسینی، از مورخان و فقیهان و شاعران اهل مدینه بود که در سده ۱۰ قمری/۱۶ میلادی می‌زیسته‌است. تاریخ ولادت وی سال ۹۳۲ قمری گزارش شده‌است. مجلسی او را از برخی ظواهر، امامیه می‌داند و تالیفات وی و همچنین برخی نامه‌های او حاکی از تشیع اوست. ابن شدقم، عنوانی است که در بین او و پدرش مشترک بوده‌است. محل تولدش را مدینه ذکر کرده‌اند. وی در مدینه پرورش یافت و از پدرش، علم آموخت. وی توانست در مدت زمان اندکی، خود را در میان بزرگان امامیه جا دهد. خاندان وی نیز همه از دانشمندان بودند که از نوادگان علی بن الحسین (امام چهارم شیعیان دوازده امامی) است. ابن شدقم بعد از مرگ پدر به سال ۹۶۰ قمری، به منصب نقابت (جانشین پدر) منصوب گردید. زهد و پرهیزگاری وی سبب شد تا کمی بعد، از این سمت استعفا دهد. وی در شعبان ۹۶۲، در حالی که جوان بود از مدینه به هند عزیمت کرد و در دکن به دربار سلطان حسین نظامشاه راه یافت. وی کمی بعد به شیراز سفر کرد و در ذی‌قعده ۹۶۴ به منظور زیارت حرم امام رضا از شیراز به خراسان عزیمت نمود. وی توانست در این سفر به ملاقات شاه تهماسب اول رفته و مورد توجه او قرار گیرد. در این دوران با شنیدن فضل و دانش وی توسط سلطان حسین، به هند خوانده شد و ابن شدقم مجدد به هند عزیمت کرد. نظامشاه، خواهرش را به عقد وی درآورد و از این جهت صاحب ثروتی هنگفت شد. وی پس از مرگ نظامشاه، به مدینه بازگشت ولی بسیار زود به هند بازگشت. در نهایت ابن شدقم در ۵۷ سالگی به سال ۹۹۵ قمری درگذشت. برخی سال وفات او را ۹۹۹ قمری و گروهی ۱۰۴۹ گزارش کرده‌اند. وی را در همان شهر دکن (محل مرگ) دفن کردند اما چند سال بعد بنا به وصیت خودش، توسط پسر کوچکش حسین، جسدش به مدینه منتقل و در گورستان بقیع دفن گردید.

## استادان
ابن شدقم، علاوه بر پدر خویش که نزد او تعلم کرده‌است، از اساتید دیگری چون جمال‌الدین محمد بن علی تولایی بصری، حسن بن علی حسینی، محمد بن احمد سدیدی حسینی حجازی، شیخ حسین همدانی (قزوین)، محمد بکری صدیقی (مکه) مولانا عنایت‌الله و شیخ نعمت‌الله (یزد و شیراز) بهره برد. وی توانست به سال ۹۶۶ قمری، از نعمت‌الله بن احمد بن خاتون عاملی و از محمد ابن علی بن ابوالحسن عاملی (صاحب المدارک) اجازه روایت کسب کند. او همچنین به سال ۹۸۳ قمری، از شیخ حسین بن عبدالصمد عاملی (پدر شیخ بهایی) اجازه روایت کسب کرد.

## آثار
از جمله آثار وی می‌توان اشاره کرد به:
- زهرالریّاض و زلال الحیاض (در تاریخ خلفا و امامان شیعه)
- الاسئلة الشدقمیّة یا مسائل الشدقمیّة (مشتمل بر سؤالات ابن شدقم از استاد خود حسین بن عبدالصمد و پاسخ وی بر آنها)
- الجواهر النظامیّة من حدیث خیر البریّة یا الجواهر النظامشاهیّة
- جواهر المطالب فی فضائل مولانا علی بن ابی طالب
- دیوان ابن شدقم
- از وی یک نسخه خطی با خطی زیبا از نهج البلاغه که به سال ۹۹۴ قمری استنساخ شده٬است، موجود است که در کتابخانه مرکزی دانشگاه تهران نگهداری می‌شود.